# María de las Mercedes de Merlín
María de las Mercedes de Merlín comtessa de Jabuco (L'Havana, Cuba, 5 de febrer de 1789 - París, 31 de març de 1852) fou una escriptora i cantant cubana.
De jove va viatjar per Alemanya, Suïssa, Gran Bretanya, Estats Units i Itàlia. A Madrid va contraure núpcies en 1811 amb el general francès Antonio Cristobal Merlín, Comte de Merlín, llavors cap de la guàrdia del rei Josep Bonaparte, de qui ella adquiriria el títol nobiliari amb el que seria coneguda a Cuba, els Estats Units i Europa. En 1839, en morir el seu espòs va ser llavors que es va incrementar la seva copiosa producció literària al refugiar-se en ella. Transcorregut un temps va tornar a Cuba. Va visitar La Havana, la seva ciutat natal, i va mantenir un enjudiós intercanvi epistolar amb els seus antics i presents amics parisencs. Aquestes cartes van ser recopilades en un llibre de la seva autoria publicat en francès, titulat "La Havane".
La seva posició social, la seva bellesa i talent, aviat li donaren una extraordinària reputació, tant en la cort espanyola com a París, on es traslladà després. En la capital francesa organitzà un gran nombre de concerts de beneficència, en els que hi prengué part, ensems fou decidida protectora de tots els artistes principiants, devent-li Giovanni Matteo Mario i Giulia Grisi l'haver pogut cantar en l'Òpera de París.
La seva activitat periodística i literària va ser enorme. Va col·laborar amb articles i altres documents en els diaris El Siglo, Faro Industrial de La Havana, i El Colibrí. "La Havane" es va convertir en una tribuna per denunciar el dany provocat al desenvolupament econòmic de Cuba a causa dels mètodes de govern emprats per les autoritats espanyoles a l'illa.